# Sydney (Schiff, 1934)
HMAS Sydney (Kennung: D48) war ein nach der australischen Stadt Sydney benannter Leichter Kreuzer der Royal Australian Navy. Sie war einer von insgesamt drei modifizierten Kreuzern der Leander-Klasse, die für die Royal Navy gebaut und bis Ende der 1930er-Jahre an die australische Marine übergeben wurden. Die Sydney sank 1941 im Zweiten Weltkrieg nach einem Gefecht mit dem deutschen Hilfskreuzer Kormoran. Die Wracks beider Schiffe wurden erst im März 2008 entdeckt.

## Geschichte
Der Kreuzer wurde am 10. Februar 1933 bei Swan Hunter & Wigham Richardson Limited in Wallsend bestellt. Für den am 26. Juni 1933 begonnenen Neubau mit der BauNr. 1487 war der Name Phaeton vorgesehen, den zuletzt von 1914 bis 1923 ein Leichter Kreuzer der Arethusa-Klasse geführt hatte. Die neue Phaeton und ihre beiden Schwesterschiffe Amphion und Apollo waren modifizierte Kreuzer der Leander-Klasse, bei denen im Gegensatz zu den vorherigen Einheiten die Maschinen- und Kesselräume wieder in der für britische Kriegsschiffe üblichen abwechselnden Reihenfolge angeordnet waren, was äußerlich an den zwei Schornsteinen (einer pro Kesselraum) zu erkennen war. Bei den ersten Schiffen der Klasse lagen die Kesselräume nebeneinander unter einem einzigen großen Schornstein, gefolgt von den zwei nebeneinanderliegenden Maschinenräumen. Durch die abwechselnde Anordnung der Räume sollte sichergestellt werden, dass ein einzelner Treffer an der Nahtstelle zweier Abteilungen oder in den Schornstein nicht sofort durch Verlust sämtlicher Kessel- oder Maschinenräume den gesamten Antrieb ausschalten konnte.
Als der Kreuzer dann am 22. September 1934 vom Stapel lief, wurde er von Ethel Bruce, der Frau des australischen Hochkommissars in Großbritannien und früheren australischen Premierministers, Stanley Bruce, auf den Namen HMAS Sydney getauft. Der Neubau wurde damit der zweite Leichte Kreuzer Australiens mit diesem Namen; die erste Sydney war durch die Versenkung der Emden im Ersten Weltkrieg bekannt und 1928 verschrottet worden.
Am 24. September 1935 wurde der neue Kreuzer von der australischen Marine in Dienst gestellt. Ein großer Teil der Besatzung stammte von HMAS Brisbane, die zum Abbruch ins Vereinigte Königreich überführt worden war.

### 1935–1940
Nach seiner Indienststellung wurde der Kreuzer im Bereich der Mittelmeerflotte eingesetzt und war während des Italienisch-Äthiopischen Krieges auch im Roten Meer im Einsatz. Am 2. August 1936 erreichte die Sydney zum ersten Mal Australien und blieb von da an bis zum Ausbruch des Zweiten Weltkriegs 1939 in australischen Gewässern. Bei Kriegsbeginn 1939 befand sich der Kreuzer in Fremantle, das Schwesterschiff Hobart ex Apollo in Sydney und die erst im Juni 1939 übernommene Perth ex Amphion in der Karibik, wo sie auch über den Winter zur Unterstützung der Royal Navy verblieb.
Sydney erledigte in den ersten Kriegsmonaten Patrouillen und Geleiteinsätze vor Australien und im Indischen Ozean und gehörte im Januar 1940 auch zeitweise zur Sicherung des Konvois US.1 nach Suez, mit dem die ersten Kontingente aus Neuseeland und Australien (13.500 Mann) nach Ägypten transportiert wurden. Den Geleitzug bildeten große Passagierschiffe, darunter acht mit über 20.000 BRT. Auch beim zweiten großen Transport australischer Truppen in den Mittleren Osten ab Mitte April 1940 gehört der Kreuzer zwei Wochen zur Sicherung des Konvois US.2 bis nahe der Kokosinseln, ehe sie vom französischen Schweren Kreuzer Suffren abgelöst wurde. Nachdem der Kreuzer zeitweise auch noch den dritten Transport australischer und neuseeländischer Truppen US.3 begleitet hatte, wurde auch er ins Mittelmeer kommandiert, um sich dort der 7th Cruiser Squadron und der Mediterranean Fleet anzuschließen. Nach Marsch über Colombo und Aden passierte der Kreuzer ab dem 22. Mai das Rote Meer zusammen mit dem Kreuzer Gloucester und dem alten Träger Eagle und schloss sich am 26. Mai 1940 in Alexandria dem 7. Kreuzergeschwaders der britischen Mittelmeerflotte an. Zum Geschwader gehörten neben der jetzt auch dazugekommenen Gloucester  die Halbschwestern Orion und Neptune sowie die Liverpool der Town-Klasse.

### Mittelmeer
Am 21. Juni 1940 hatte die von Captain John Collins kommandierte Sydney ihren ersten Kampfeinsatz, als sie zusammen mit anderen Einheiten Bardia beschoss. Eine Woche später stieß das 7. Kreuzergeschwader am Abend des 28. Juni auf drei italienische Zerstörer. Nach einem kurzen Gefecht konnten zwei entkommen, die Sydney versenkte den bereits von anderen Kreuzern beschädigten Zerstörer Espero.
Danach wurde der Kreuzer zur Deckung eines Konvois nach Malta eingeteilt; er überstand dabei mehrere Luftangriffe und nahm am 9. Juli an der Seeschlacht bei Punta Stilo teil. Am 13. Juli erreichte er wieder Alexandria, das er jedoch schon am 18. Juli zusammen mit dem Zerstörer Havock wieder verließ, um die zwischen Kreta und Griechenland operierenden Zerstörer Hasty, Hero, Hyperion und Ilex zu verstärken.

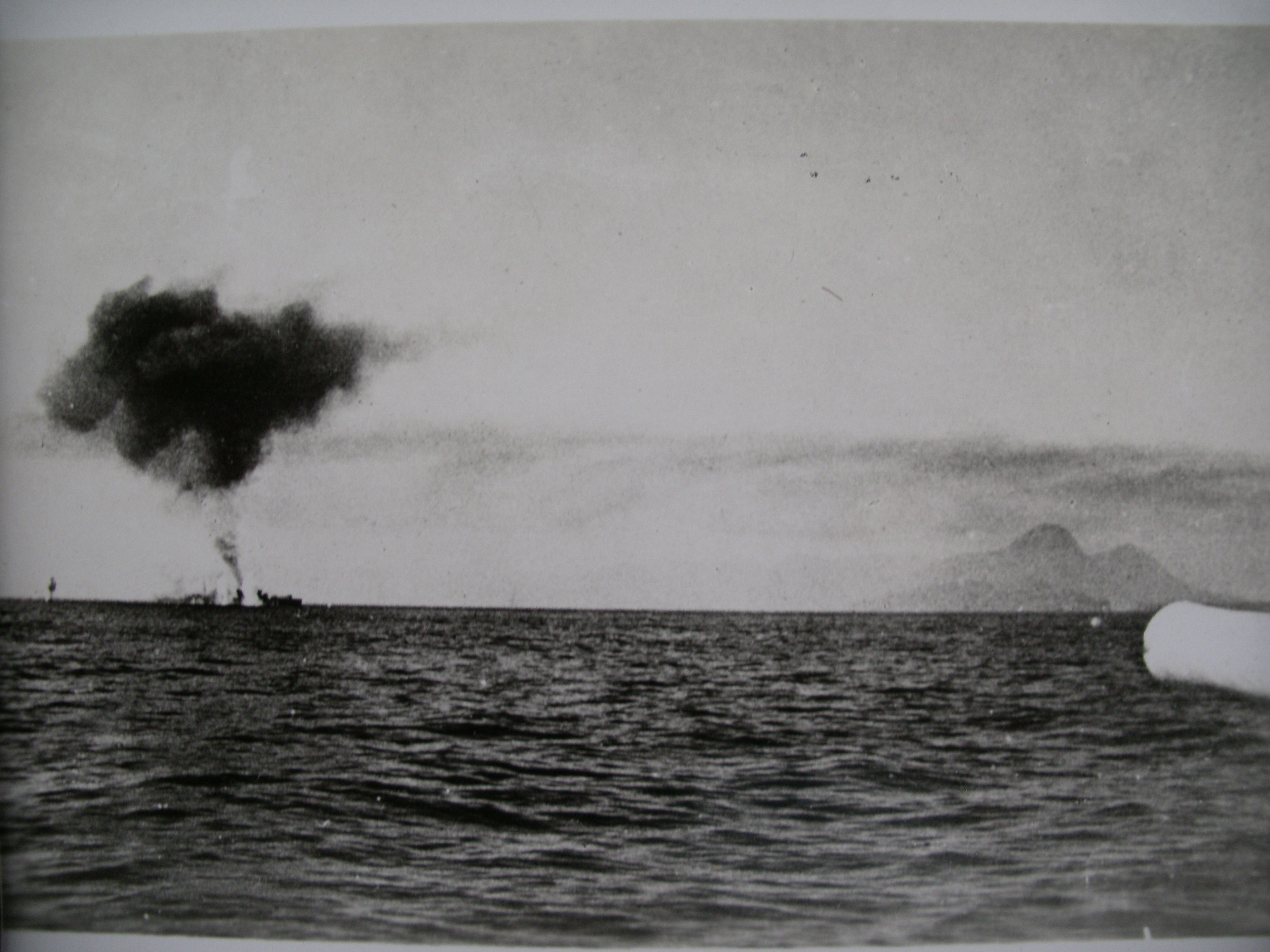
Die Bartolomeo Colleoni unter Beschuss während der Seeschlacht bei Kap Spada

Am Morgen des 19. Juli meldeten die britischen Zerstörer, dass sie auf zwei italienische Leichte Kreuzer gestoßen seien. Die noch etwa 40 Seemeilen entfernten Sydney und Havock näherten sich daraufhin dem Gefechtsfeld mit Höchstgeschwindigkeit und nahmen ab 08:30 Uhr an der Seeschlacht bei Kap Spada teil. Die beiden italienischen Kreuzer Bartolomeo Colleoni und Giovanni delle Bande Nere drehten bei der Ankunft der Sydney ab und versuchten, mit hoher Fahrt den jetzt überlegenen britischen Streitkräften zu entkommen. Die Sydney und die Zerstörer nahmen die Verfolgung auf. Während der Verfolgung wurde die Bartolomeo Colleoni mehrfach von der Sydney schwer getroffen; gegen 09:23 Uhr wurde durch einen Treffer das Ruder des italienischen Kreuzers zerstört und er blieb manövrierunfähig liegen. Das zwar weiter feuernde, jedoch nicht mehr steuerbare Schiff wurde um 09:59 Uhr durch Torpedos der Zerstörer Hyperion und Ilex versenkt. Gegen 10:37 Uhr brach die Sydney die Verfolgung des zweiten Kreuzers ab, da die Munition der vorderen Geschütze bis auf zehn Granaten verbraucht war, und kehrte zum Aufmunitionieren und Nachbunkern nach Alexandria zurück. Bei dem Gefecht hatte der Kreuzer selbst nur einen Treffer in den vorderen Schornstein erhalten. Auf dem Rückweg kam es noch zu mehreren Luftangriffen, bei denen ein einziger Treffer auf der Havock erzielt wurde. Am 20. Juli erreichte der Verband Alexandria.
In den folgenden Monaten wurde die Sydney hauptsächlich zum Schutz von Konvois nach Griechenland und für Operationen in der Adria eingesetzt. Am 27. Juli versenkte sie zusammen mit der Neptune den kleinen Tanker Ermioni. Kurz nach dem erfolgreichen britischen Angriff auf Tarent griff sie in der Nacht vom 12. auf den 13. November 1940 zusammen mit den Kreuzern Ajax und Orion sowie den Zerstörern Nubian und Mohawk einen italienischen Konvoi in der Straße von Otranto an, wobei die vier Frachtschiffe des Konvois versenkt wurden. Die Sydney entging dabei knapp einem Torpedo des italienischen Torpedoboots Nicola Fabrizi. Nach weiteren Geleitschutzeinsätzen nach Griechenland und Malta im Dezember wurde der Kreuzer im Januar 1941 von der Perth als Teil des 7. Kreuzergeschwaders abgelöst und kehrte nach Australien zurück, das er Anfang Februar erreichte.

### Das Gefecht mit der Kormoran
In Australien angekommen, wurde Captain Collins von Captain Joseph Burnett abgelöst. Unter seinem neuen Kommandanten wurde der Kreuzer von nun an zu Patrouillen und Geleitschutzaufgaben rund um Australien eingesetzt. Der letzte Auftrag der Sydney war das Eskortieren des Truppentransporters Zealandia auf seinem Weg von Fremantle nach Singapur. Aufgrund der rapide zunehmenden Spannungen mit Japan wurden Truppen nach Malaysia verlegt, um es vor einem befürchteten japanischen Angriff zu schützen. Die Sydney eskortierte die Zealandia von Fremantle bis zur Sundastraße, wo am 17. November 1941 der Kreuzer Durban den Transporter für die restliche Strecke übernahm, während die Sydney nach Fremantle zurückkehrte, wo sie am 20. November eintreffen sollte.

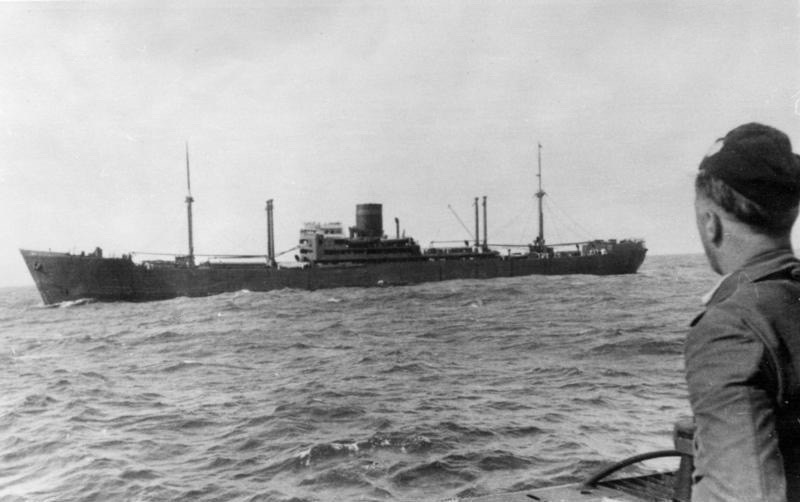
Hilfskreuzer Kormoran

Am späten Nachmittag des 19. November 1941 stieß der Kreuzer an der Nordwestküste Australiens, etwa 130 Seemeilen westlich der Shark Bay, auf ein verdächtiges Schiff. Es handelte sich dabei um den von Kapitän zur See Theodor Detmers kommandierten deutschen Hilfskreuzer Kormoran, der als niederländischer Frachter Straat Malakka getarnt war.
Die Kormoran versuchte, der ihr an Kampfkraft weit überlegenen Sydney mit Höchstgeschwindigkeit auszuweichen, doch auf dem australischen Kreuzer hatte man das Schiff gesichtet. Die Sydney holte es mit ihrer größeren Geschwindigkeit ein. Auf die Anfragen des Kreuzers nach Identität und Fahrtziel des Schiffes antworteten die Deutschen langsam und umständlich, um die Entfernung zu dem sich schnell nähernden Kreuzer möglichst klein werden zu lassen, sollte die Tarnung durchschaut und ein Gefecht unvermeidlich werden. Nachdem die Kormoran sich als Straat Malakka identifiziert und als Zielhafen Jakarta angegeben hatte, forderte die Sydney den geheimen Erkennungscode des Frachters an. Kapitän Detmers erkannte daraufhin, dass sein Versuch, die Sydney zu täuschen, nicht länger erfolgversprechend war, und befahl um etwa 17:30 Uhr, die Kriegsflagge zu setzen und das Feuer zu eröffnen. Die Sydney war zu diesem Zeitpunkt auf 1.500 Meter herangekommen und dadurch in den Bereich der 2-cm- und 3,7-cm Flak gelangt. Daraufhin eröffnete die Kormoran das Feuer.
Innerhalb von fünf Minuten erzielte der Hilfskreuzer etwa 50 Treffer mit seinen 15-cm-Geschützen und zahlreiche weitere mit den 2-cm- und 3,7-cm-Fla-Geschützen. Die Brücke des Kreuzers und der Feuerleitstand wurden mit den ersten Treffern zerstört sowie das Bordflugzeug getroffen, dessen auslaufendes Benzin zu einem großen Feuer mittschiffs führte. Bereits nach der ersten Antwortsalve fielen auch die vorderen beiden 6-Zoll-Geschütztürme der Sydney aus; der hinterste Geschützturm Y verstummte ebenfalls nach nur drei Salven, mit denen er keine Treffer erzielte. Zusätzlich traf mindestens einer von zwei Torpedos der Kormoran den Kreuzer am Bug.
Der letzte einsatzbereite Geschützturm X des Kreuzers feuerte jedoch schnell und genau; Treffer schlugen unter anderem in den Schornstein und den Maschinenraum der Kormoran ein und lösten verheerende Brände aus. Der Kreuzer drehte auf die Kormoran zu und ging auf Gegenkurs, um seine Steuerbordtorpedos einzusetzen. Die vier Torpedos liefen jedoch knapp hinter dem Hilfskreuzer durch. Zur gleichen Zeit brachen die Maschinen der Kormoran zusammen und das Schiff wurde manövrierunfähig. Die achteren Geschütze schossen noch bis 18:25 Uhr auf die sich nach Süden zurückziehende Sydney und erzielten mehrere Treffer, dann musste der Hilfskreuzer aufgrund der außer Kontrolle geratenen Brände, die sich unter anderem dem Minenlager näherten, aufgegeben werden.
Die Überlebenden der Kormoran konnten die stark brennende Sydney noch bis 22 Uhr im Süden sehen und sahen noch weitere zwei Stunden lang ab und zu Flammen über den Horizont schlagen. Keines der 645 Besatzungsmitglieder des Kreuzers konnte gerettet werden.

### Suche nach dem Schiff

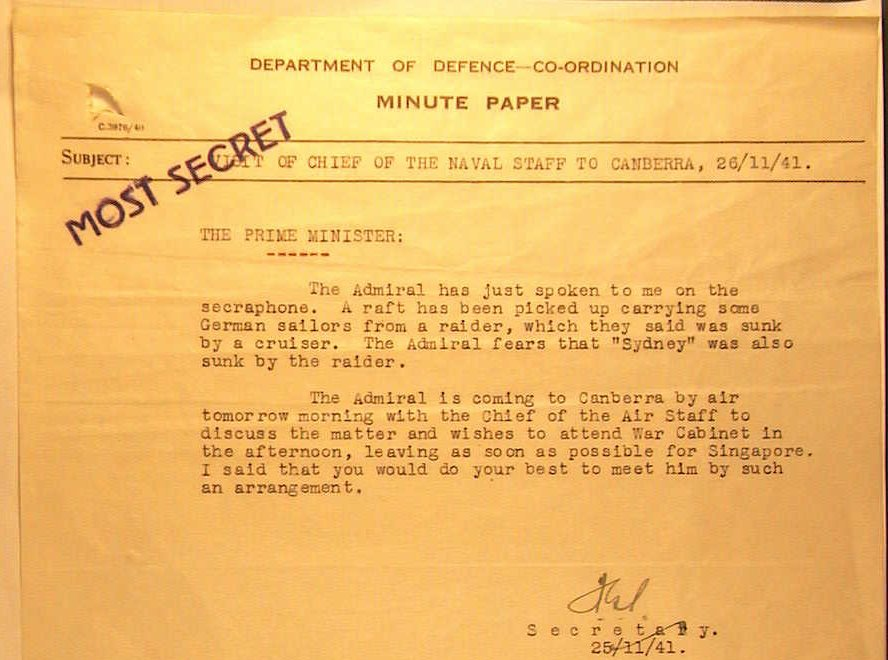
Eine Notiz von Staatssekretär Frederick Shedden an den Premierminister Australiens John Curtin, datiert vom 26. November 1941, in der die Befürchtung geäußert wird, dass die HMAS Sydney versenkt wurde.

Das Ausbleiben der Sydney erregte in Fremantle zuerst nur geringe Besorgnis. Für eine Verspätung konnte es viele Gründe geben, und da Kriegsschiffe im Einsatz oft Funkstille wahren, war auch nicht zu erwarten, dass so etwas über Funk gemeldet werden würde. Zudem war bekannt, dass auch die Zealandia verspätet in Singapur eingetroffen war, es lag also nahe, dass es auf dem Weg eine Verzögerung gegeben hatte. Erst später wurde bekannt, dass die Verspätung des Transporters durch ein Ereignis nach der Trennung von der Sydney verursacht worden war.
Am 24. November meldete der Tanker Trocas, dass er 24 deutsche Überlebende gerettet habe, die von einem Gefecht mit einem australischen Kreuzer berichteten. Als sich dann die Sydney trotz der Aufforderung, die Funkstille zu brechen, nicht meldete, begann die australische Marine mit der Suche nach dem Schiff. Im Verlauf der Suchaktion wurden insgesamt 317 Überlebende der Kormoran gerettet; das Schicksal der Sydney blieb hingegen einstweilen ungeklärt. 

### Relikte
Eine Woche nach dem Untergang wurde 300 Kilometer von Carnarvon entfernt ein beschädigtes Carley-Rettungsfloß gefunden, das der Sydney zugeordnet wurde. Es befindet sich heute im Australian War Memorial.
Im Februar 1942 wurde ein weiteres Rettungsfloß gleichen Typs mit einer halbverwesten und teils (wohl durch Vogelfraß) verstümmelten „kaukasischen“ männlichen Leiche bei der Weihnachtsinsel gefunden, 2.500 Kilometer vom Ort des Gefechtes entfernt. Bereits damals wurde kontrovers diskutiert, ob der Fund etwas mit der Sydney zu tun haben könnte. Der Tote wurde zunächst anonym vor Ort bestattet, jedoch – nach langer, zunächst vergeblicher Suche nach der Grabstätte – im Jahr 2006 exhumiert und autopsiert, um seine Identität zu klären. Es stellte sich heraus, dass der Unbekannte an einer Schädelverletzung gestorben war, die durch einen Granatsplitter aus deutscher Produktion verursacht war. Anschließend wurde der Leichnam im November 2008 mit militärischen Ehren auf einem Gefallenenfriedhof in Geraldton (Westaustralien), der dem Gefechtsort nächsten größeren Stadt, beigesetzt. Es dauerte nochmals mehr als ein Jahrzehnt, bis im Jahre 2021 durch eine DNA-Analyse endgültig Klarheit über den Toten erlangt werden konnte: es war tatsächlich ein Matrose der Sydney, nämlich der im Alter von 21 Jahren gefallene Able Seaman Thomas Welsby Clark aus New Farm bei Brisbane. Er war das einzige Besatzungsmitglied der Sydney, dessen sterbliche Überreste jemals gefunden werden konnten.
Als vorläufig letztes Relikt der Sydney wurde im März 1943 bei Moreton Island (Queensland) noch ein Rettungsring der Sydney gefunden.

## Öffentliches Interesse nach dem Krieg
Für die australische Marine und Öffentlichkeit war der Verlust der Sydney ein enormer Schock. Bis dahin war der Krieg weit entfernt gewesen und hatte sich in Afrika und Europa abgespielt – jetzt aber hatte ein umgebautes Handelsschiff einen der modernsten australischen Kreuzer direkt vor der eigenen Küste versenkt. Die Sydney war durch ihre Erfolge im Mittelmeer überall bekannt; ihr spurloses Verschwinden sorgte für ein großes Interesse am Schicksal des Schiffes, das bis heute anhält. Die 645 Gefallenen machten ein Drittel der gesamten Verluste der australischen Marine im Zweiten Weltkrieg aus und sind bis heute der größte Verlust der australischen Marine an einem Tag. In der Stadt Geraldton, die in der Nähe der Position des Gefechts liegt, erinnert heute eine Gedenkstätte an den Kreuzer und seine Besatzung.

### Verschwörungstheorien und erster Untersuchungsausschuss
Als nach dem Kriegsende Einzelheiten über den Verlust der Sydney an die Öffentlichkeit drangen, entstanden schnell mehrere Verschwörungstheorien über die Vernichtung des Schiffes, basierend auf der Tatsache, dass alle Berichte über das Gefecht von den überlebenden Deutschen stammen, deren Glaubwürdigkeit in Frage gestellt wurde. Insbesondere waren es Angehörige der Gefallenen, die nicht wahrhaben wollten, dass das Schiff ein derart „unwürdiges“ Ende gefunden haben konnte. So wurde bezweifelt, dass ein kampferfahrener Kommandant wie Captain Burnett sich derart nah an ein verdächtiges Schiff herangewagt hatte, wie es von den Überlebenden berichtet wurde. Auch dass es keine Überlebenden von der Sydney gab, während 317 von 398 Besatzungsmitgliedern des Hilfskreuzers überlebten, erschien den Zweiflern höchst fragwürdig. Sie hielten es für nicht glaubhaft, dass ein moderner Kreuzer wie die Sydney von einem derart weit unterlegenen Schiff wie der Kormoran versenkt werden konnte. Allerdings war die Bewaffnung der Kormoran der der Sydney zumindest auf kurze Entfernung beinahe ebenbürtig. Den Verschwörungstheorien zufolge hätte die Sydney die Kormoran möglicherweise bei einem Treffen mit einem japanischen U-Boot überrascht, das im Zusammenhang mit den Vorbereitungen zum bevorstehenden Angriff Japans auf Südostasien stand. Als der Kreuzer dann mühelos den Hilfskreuzer versenkte, wurde er selbst von dem U-Boot versenkt. Um die japanische Beteiligung zu verheimlichen, seien dann alle überlebenden Besatzungsmitglieder ermordet worden. Dies führte unter anderem dazu, dass das im Museum liegende Rettungsfloß geröntgt wurde, um es auf eventuell vorhandene Munitionsreste zu untersuchen, wobei jedoch nichts gefunden wurde.
Im Jahr 1999 befasste sich auch ein Untersuchungsausschuss des australischen Parlaments mit dem Thema. Er kam zu dem Ergebnis, dass es keinerlei ernstzunehmende Beweise für die Verschwörungstheorien gibt. Ferner empfahl der Ausschuss, dass die Regierung alle Versuche, die Wracks der Sydney und der Kormoran zu finden, unterstützen solle, auch mit Einheiten der Marine und auch, wenn dies mit anderen Prioritäten der Flotte kollidieren sollte. In diesem Zusammenhang erfolgte auch die Exhumierung des unbekannten Toten, der auf dem Carley-Floß an der Weihnachtsinsel angeschwemmt worden war (siehe oben).

### Entdeckung der Wracks
Bis 2008 verliefen mehrere intensive Suchaktionen ergebnislos, die Wracks ausfindig zu machen. Man hatte die Gebiete abgesucht, die nach Expertenmeinung aufgrund der Meeresströmungen, Winden usw. sowie der Auffindestellen der deutschen Rettungsboote am plausibelsten erschienen. Hingegen hielt man die Angaben des deutschen Kapitäns hinsichtlich des Gefechtsortes für unglaubwürdig, weil man annahm, er wolle seine Vernehmer in die Irre führen.
Im Jahr 2008 startete der amerikanische Ozeanograph David Mearns eine neue Suche; er hatte zuvor bereits mit seinem Unternehmen Blue Water Recoveries Ltd. das Wrack des ebenfalls im Zweiten Weltkrieg gesunkenen britischen Schlachtkreuzers Hood im Nordatlantik ausfindig gemacht. Im Gegensatz zu allen seinen Vorgängern ging Mearns von der Glaubwürdigkeit der deutschen Aussagen aus und orientierte sich an den Angaben des Kapitäns Detmers zum letzten Standort der Kormoran.
Für die Suche war eigens eine Stiftung mit dem Namen „Finding Sydney Foundation“ gegründet worden. Mit finanzieller Unterstützung der australischen Regierung, aber auch privater Geldgeber, konnte Mearns für zwei Monate das Meeresforschungsschiff Geosounder für die Stiftung chartern. Mit Hilfe eines Seitensichtsonars wurde der Meeresboden abgesucht, wobei als besondere Herausforderung der Umstand hinzukam, dass sich das Suchareal in der Tiefsee befand. Naheliegenderweise wurde zuerst die Kormoran gesucht; nach etwa sechs Wochen gelang es schließlich am 12. März 2008, sie in 2.560 m Tiefe aufzuspüren. Ihr letzter Ruheplatz befindet sich etwa 241 Kilometer vor der Haifischbucht (Shark Bay) an der Westküste Australiens (Koordinaten 26° 5′ 49,4″ S, 111° 4′ 27,5″ O) und damit verhältnismäßig nahe an der Stelle, die ihr Kapitän als letzten bekannten Standort genannt hatte.  Anhand von auf dem Meeresboden verstreuten Trümmerteilen wurde in der Folge auch der Ort des Gefechts zwischen der Kormoran und der Sydney identifiziert, er befindet sich etwa 4 Seemeilen vom Fundort des Wracks der Kormoran entfernt. Von diesem Punkt ausgehend und unter Berücksichtigung der deutschen Angaben zum Standort und Kurs der Sydney, gelang es dem Suchteam vier Tage später, am 16. März 2008, auch das australische Schiff zu finden. Es liegt 12 Seemeilen von der Kormoran entfernt in einer Tiefe von 2468 m auf Position 26° 14′ 31″ S, 111° 12′ 48″ O. 
Gleich nach der Entdeckung der Wracks wurden sie umfänglich gefilmt. Die auf den Unterwasseraufnahmen des Wracks erkennbaren Schäden bestätigten erstaunlich genau die detaillierten Schilderungen der deutschen Überlebenden (z. B. die genaue Position eines Granattreffers auf einem der Geschütztürme sowie den verhängnisvollen Torpedotreffer im Vorschiff).
Die Entdeckung der beiden Wracks wurde am 16. März (Kormoran) bzw. am 17. März (Sydney) 2008 durch eine formelle Verlautbarung des australischen Premierministers Kevin Rudd bekannt gegeben.
Beide Wracks wurden am 14. März 2011 als nationale Denkmale in die Australian National Heritage List eingetragen.

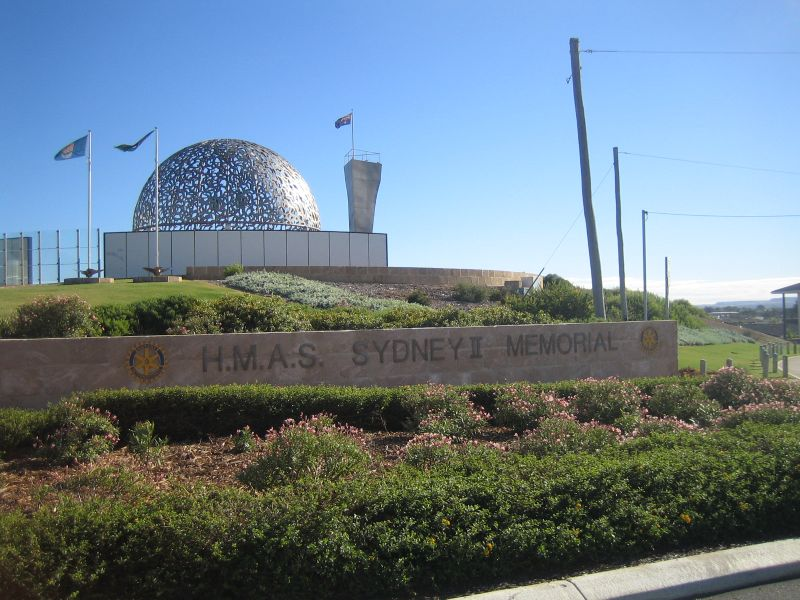
Gedenkstätte in Geraldton

### Untersuchungsbericht

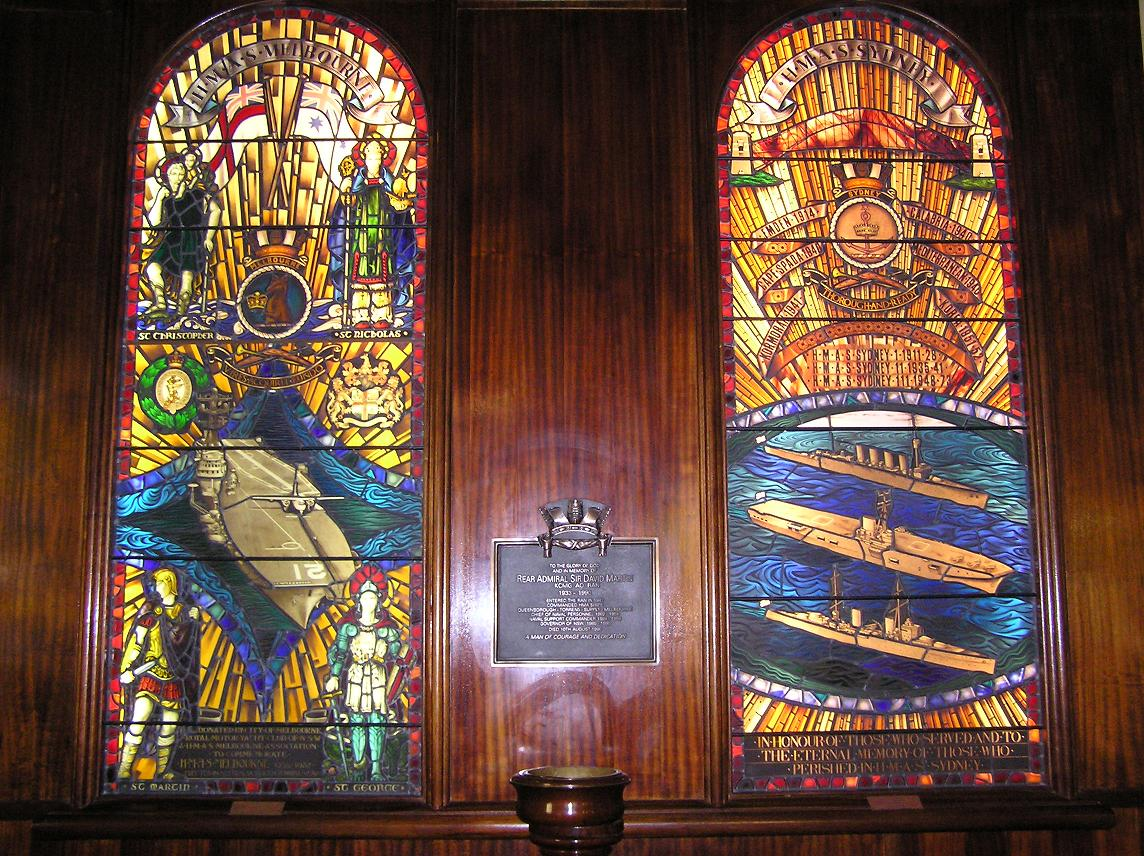
Glasfenster in der Garden Island Naval Chapel; das unterste Schiff auf dem rechten Fenster ist die HMAS Sydney II

Nach der Entdeckung der Wracks berief die australische Regierung eine weitere Untersuchungskommission ein, die die tatsächlichen Vorgänge im November 1941 anhand der neuen verfügbaren Befunde aufklären sollte. Unter der Leitung von Terence R. H. Cole (* 1937) ging sie sehr gründlich zu Werke und befragte unter anderem auch die noch lebenden 20 Besatzungsmitglieder der Kormoran. Im August 2009 wurde der dreibändige offizielle Untersuchungsbericht der australischen Regierung zum Untergang der Sydney veröffentlicht. Darin wird der oben dargestellte Gefechtsablauf (wie ihn im Wesentlichen bereits die gefangenen Deutschen ihren Vernehmern geschildert hatten) ausführlich belegt und allen anderslautenden Spekulationen eine Absage erteilt. Ohne Kapitän Burnett ausdrücklich als Schuldigen zu benennen, wird in dem Cole-Bericht ein deutliches Unverständnis dafür ausgedrückt, dass die Sydney sich so weit der Kormoran näherte, dass die deutliche Überlegenheit der Sydney an Bewaffnung, Panzerung und Geschwindigkeit nicht mehr ausgespielt werden konnte. Zudem hätte der Kommandant der Sydney die getarnte Kormoran als ein verdächtiges Schiff einstufen müssen, da bekannt war, dass sich möglicherweise getarnte deutsche Kriegsschiffe, sogenannte „Raider“, westlich der Küste Australiens im Indischen Ozean aufhielten.
Die Korrektheit des Untersuchungsberichtes konnte durch die Ergebnisse einer weiteren Expedition zu den Wracks im Jahr 2015 nochmals untermauert werden.

### Offizielle Würdigung
Es gibt mehrere Gedenkstätten für die HMAS Sydney in Australien, die größte davon befindet sich in Geraldton. In der Garden Island Naval Chapel, einer christlichen Kapelle, die dem Andenken an australische Kriegsschiffe und ihre Besatzungen gewidmet ist, findet sich ein Glasfenster mit einer Abbildung des Schiffes.
Die australische Münzprägeanstalt Perth Mint würdigte die beiden am Gefecht beteiligten Schiffe Sydney und Kormoran nach ihrer Entdeckung im Jahr 2008 mit einem limitierten Silbermünzensatz. Die eine Münze ist (theoretisch) offizielles Zahlungsmittel mit einem Nennwert von 1 A$; sie zeigt auf dem Avers die HMAS Sydney und auf dem Revers Königin Elizabeth II als Staatsoberhaupt Australiens; die zweite Münze ist dem Hilfskreuzer Kormoran gewidmet, der auf dem Avers zu sehen ist, während sich auf dem Revers eine Skizze der letzten Kurse beider Schiffe befindet.

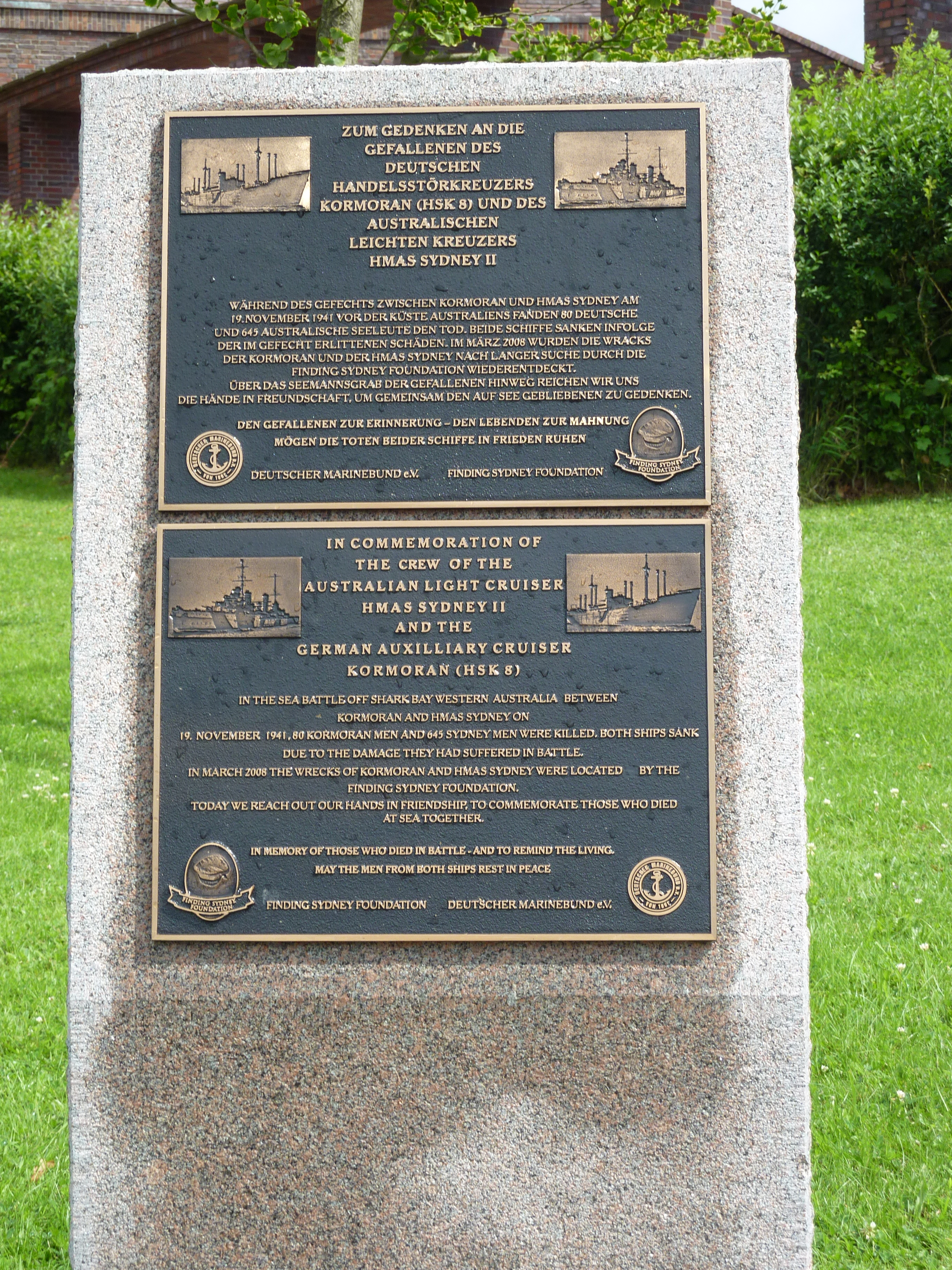
Gedenkstein auf dem Prinz-Eugen-Platz des Marineehrenmals Laboe

Ebenfalls beiden Schiffen gemeinsam gewidmet ist ein Gedenkstein mit zweisprachigen Plaketten am Marineehrenmal Laboe; Initiatoren sind die „Finding Sydney Foundation“ und der Deutsche Marinebund.